# Hradište (Banská Bystrica)
|  | No s'ha de confondre amb Hradište (Trenčín). |

Hradište és un poble i municipi d'Eslovàquia que es troba a la regió de Banská Bystrica.

## Història
La primera menció escrita de la vila es remunta al 1411.

## Demografia
| Godina             | 1994 | 2004   | 2014    | 2024   |
| ------------------ | ---- | ------ | ------- | ------ |
| Nombre de persones | 306  | 290    | 245     | 226    |
| Diferència         |      | −5,22% | −15,51% | −7,75% |

| Godina             | 2023 | 2024   |
| ------------------ | ---- | ------ |
| Nombre de persones | 224  | 226    |
| Diferència         |      | +0,89% |